# Пак Кюён
Пак Кюён (кор. 박규영, 朴圭瑛; род. 27 июля 1993, Пусан, Республика Корея) — южнокорейская актриса. Известна в Южной Корее по ролям в драмах «Хорошо, что не хорошо» (2020), «Милый дом» (2020), «Дали и кокетливый принц» (2021), «Знаменитость» (2023), «Хороший день, чтобы быть собакой» (2023) и «Игра в кальмара» (2024—2025).

## Ранние годы и образование
Родилась 27 июля 1993 года в Пусане. Училась в Пусанской средней школе иностранных языков и в Университете Йонсей на факультете одежды и окружающей среды. Окончив в 2020 году получила образование в сфере дизайна. С юных лет она стремилась к актёрству, и в 2015 году ей удалось подписать контракт с одним из корейских агентств.

## Карьера
Пак начала заниматься актёрским мастерством после того, как в 2015 году её заметили представители JYP Entertainment, которые увидели её на обложке журнала колледжа под названием Daehaknaeil. Её актёрский дебют состоялся в музыкальном клипе Чо Квона «Crosswalk» в 2016 году. С 2016 по 2018 год она играла роли второго плана в телевизионных драмах, включая «Соломоново лжесвидетельство», «Дождь или свет» и «Третье очарование»; также она снималась в веб-драмах «Школа волшебства» и «Мисс Независимая Цзюн». В 2018 году Пак дебютировала в кино, снявшись в фильмах «Жалкие» и «Любовь+Слинг».
В 2019 году Пак снялась в телевизионных драмах «Романтика — это бонусная книга» и «Цветок Нокду» в ролях второго плана. В августе того же года она покинула JYP Entertainment и присоединилась к Saram Entertainment. В 2020 году она получила свою первую главную роль в телесериале в драме tvN It’s «Хорошо, что не хорошо», появившись вместе с Ким Сухён и Сон Йеджин. В том же году она появилась в телесериале Netflix «Милый дом».
В 2021 году Пак снялась в загадочной юридической драме «Дьявольский судья» в роли Юн Сухён, подруги детства Ким Гаон, которая теперь работает детективом в полиции. Позже в том же году Пак приняла участие в драме канала KBS «Дали и кокетливый принц», которая стала её первой главной ролью в наземных сериалах. Премьера драмы состоялась в сентябре 2021 года.
В 2023 году она снялась в оригинальном сериале Netflix «Знаменитость», который принес ей международное признание. В том же году она снялась в сериале «Хороший день, чтобы быть собакой» вместе с Чха Ыну.

## Избранная фильмография
| Год       |   | Русское название | Оригинальное название | Роль                                |
| --------- | - | ---------------- | --------------------- | ----------------------------------- |
| 2024—2025 | с | Игра в кальмара  | 오징어 게임           | Кан Но Ыль / Охранник № 11 (солдат) |